# François-Régis Gaudry
Pour les articles homonymes, voir Gaudry.
François-Régis Gaudry, né à Sainte-Foy-lès-Lyon le 19 août 1975, est un journaliste, auteur et critique gastronomique français. Il présente l'émission de radio On va déguster le dimanche sur France Inter, et Très Très Bon sur Paris Première.

## Biographie

### Naissance et études
Après une année d'Hypokhâgne au Lycée Edouard-Herriot à Lyon, il entre à l’Institut d'études politiques de Paris et en sort diplômé en 1997. Il suit également des études de Lettres à l'Université de Jussieu.

### À la radio
En radio, sa première expérience remonte à 2003 : pendant une saison, il est chroniqueur « consommation » sur Europe 1 dans une émission de Jérôme Bonaldi.
En 2010 alors qu'il travaille à L'Express, François-Régis Gaudry est repéré par Philippe Val – patron de France Inter à l'époque – et rejoint la radio pour animer une émission estivale sur la gastronomie : On va déguster. Pour cette émission de plateau et de reportage, il s'entoure d'Elvira Masson et de Dominique Hutin. En septembre de la même année, il rejoint le 5/7 d'Audrey Pulvar.
En février 2011, On va déguster s'installe sur la grille de France Inter, le dimanche de 11h à 12h. La bande de chroniqueurs s'étend : Déborah Dupont, Estérelle Payany, Sylvie Augereau, Antoine Gerbelle, Jérôme Gagnez, Arnaud Daguin interviennent régulièrement dans l'émission. Au fur et à mesure des saisons, Manon Fleury, Justine Knapp, Jean Mathat-Christol, Zazie Tavitian, Céline Maguet et Alessandra Pierini rejoignent les fauteuils des chroniqueurs.
Depuis septembre 2018, il anime Le Marché de François-Régis Gaudry, une chronique de 5 minutes sur un produit de saison, chaque dimanche sur France Inter.
En 2021, il produit le podcast Saveurs Savantes, 9 épisodes qui explorent les goûts acide, salé, amer, sucré, umami, piquant, gras, pétillant et fumé et leurs effets sur notre cerveau.
En 2023, il consacre 5 épisodes d'un nouveau podcast, Paris Ripaille, à l'histoire de la gastronomie parisienne, du Moyen Âge à nos jours.
En 2018, il est juré, aux côtés de sa consœur la journaliste Estérelle Payany, de l'épisode consacré à la France dans le concours culinaire américain The Final Table sur Netflix. Ils jugent les candidats sur la préparation d'un lièvre à la royale. La cheffe Anne-Sophie Pic fait la deuxième partie.
À partir de 2020, il présente la deuxième partie de soirée de Top Chef, Les grands duels, aux côtés de Stéphane Rotenberg sur M6. Depuis la saison 13 il intervient en tant que juré lors d'épreuves spécifiques comme lors de la Guerre des restos.
En 2023, il présente le documentaire Paris, capitale de la gastronomie, diffusé sur Paris Première et traitant de l'histoire culinaire de la capitale.

### Autres activités
En avril 2023, ouvre au public l'exposition Paris Capitale de la Gastronomie, jusqu'au 16 juillet 2023 à la Conciergerie de Paris, et dont il fut le commissaire avec Loic Bienassis et Stéphane Solier.
En octobre 2023 se tient la première édition du festival Saveurs et Savoirs à Uzes (Gard), une rencontre qui mêle gastronomie et culture et dont il est le président. Au programme : des conférences, des rencontres, des projections de film et des dégustations.

## Publications

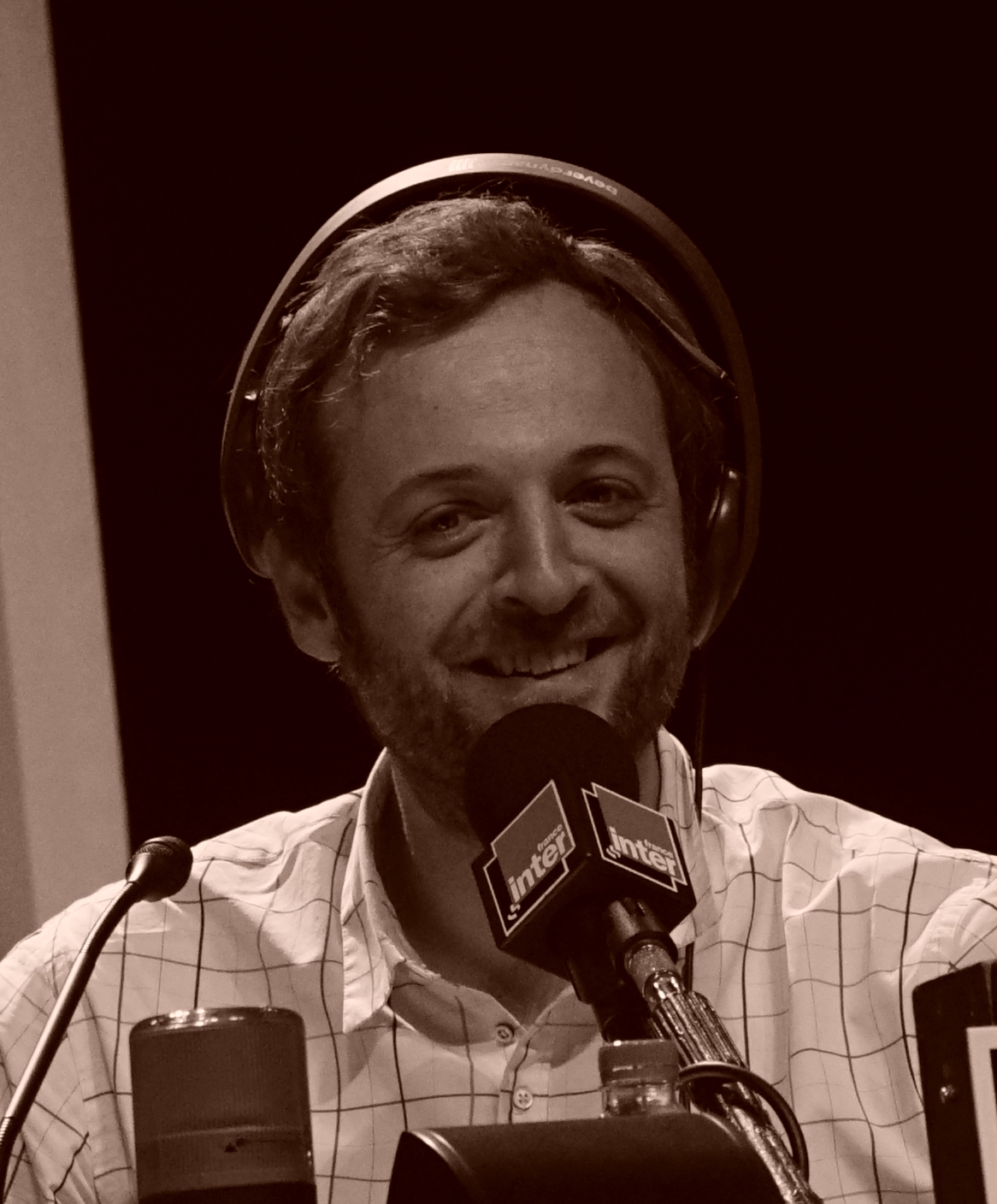
François-Régis Gaudry à Troyes, 2016.

- 1998 : Paris exotique, Guide du routard
- 1999 : Paris en fleurs, Parigramme
- 2001 : Paris cool, Parigramme
- 2003 : La Corse entre ciel et mer, co-édition La Martinière/Pêcheurs d’images
- 2003 : La Figue, éditions Aubanel
- 2005 : Les Fruits exotiques, éditions Aubanel
- 2006 : Mémoires du restaurant - Histoire illustrée d’une invention française, éditions Aubanel
- 2007 : Carnets de terroir Bretagne, Solar
- 2007 : Carnets de terroir Provence, Solar
- 2008 : Carnets de terroir Alsace, Solar
- 2008 : La Cuisine de Fumiko Kono, éditions Albin Michel
- 2010 : La Cuisine de William Ledeuil, éditions Albin Michel
- 2015 : On va déguster, un inventaire croustillant d’Auguste Escoffier à la carbonara, Marabout et éditions de Radio France
- 2017 : On va déguster la France, un inventaire mordant du cornichon aux menus de l’Élysée, Marabout et éditions de Radio France
- 2020 : On va déguster l'Italie, Marabout et éditions de Radio France
- 2022 : On va déguster Paris, l'encyclopéguide qui dévore la capitale à pleines dents, Marabout et éditions de Radio France
- 2024 : Recettes et récits, Marabout et éditions de Radio France

## Prix et distinctions
- 2014 : personnalité de l'année aux Gastronomades d'Angoulême[14]